# يان هال
يان هال (بالإنجليزية: Ian Hall)‏ (27 ديسمبر 1939 في المملكة المتحدة - ) هو لاعب كركيت ولاعب كرة قدم بريطاني في مركز الوسط. لعب مع نادي مقاطعة ديربيشاير للكريكت ‏ ونادي مانسفيلد تاون ونادي تاموورث.